# Terunyan
Terunyan is een bestuurslaag in het regentschap Bangli van de provincie Bali, Indonesië. Terunyan telt 2776 inwoners (volkstelling 2010).